# Odontophrynus
Odontophrynus é um gênero de anfíbios da família Odontophrynidae. Possui espécies nativas do Brasil.

## Espécies
As seguintes espécies são reconhecidas:
- Odontophrynus achalensis (di Tada, Barla, Martori & Cei, 1984)
- Odontophrynus americanus (Duméril & Bibron, 1841)
- Odontophrynus barrioi (Cei, Ruiz & Beçak, 1982)
- Odontophrynus carvalhoi (Savage & Cei, 1965)
- Odontophrynus cordobae (Martino & Sinsch, 2002)
- Odontophrynus cultripes (Reinhardt & Lütken, 1862)
- Odontophrynus lavillai (Cei, 1985)
- Odontophrynus maisuma (Rosset, 2008)
- Odontophrynus monachus (Caramaschi & Napoli, 2012)
- Odontophrynus occidentalis (Berg, 1896)
- Odontophrynus salvatori (Caramaschi, 1996)
- Odontophrynus toledoi (Toledo, 2022)[2]